# Wish (Happinessの曲)
「Wish」（ウィッシュ）は、Happinessの3枚目のシングル。2011年8月17日にユニバーサルシグマから発売された。

## 概要
- 【CD＋DVD】（初回限定盤）と【CD】（通常盤）の2形態で発売[2][3]。
- 表題曲の「Wish」は、アップテンポなサマーチューンとなっており、DVD付き初回限定盤にはサビでメンバー全員が両手をクルクル回す通称“扇風機ダンス”が特徴のミュージックビデオが収録されている[4][5]。

## 収録曲

### CD
1. Wish 
作詞：Kanata Okajima、作曲：Ryosuke "Dr.R" Sakai、編曲：UTA
TBS系「CDTV」8月度オープニングテーマ
2. make U happy   
作詞：Kanata Okajima、作曲：Junichi Hoshino、編曲：Junichi Hoshino

### DVD
1. Wish（MUSIC VIDEO）